# Кириллов, Владимир Андреевич
Влади́мир Андре́евич Кири́ллов (1925—1999) — работник речного транспорта, Герой Социалистического Труда (1977).

## Биография
Владимир Кириллов родился 28 августа 1925 года в селе Пришиб (ныне — Енотаевский район Астраханской области). После окончания Астраханского речного техникума работал на пароходе «Орджоникидзе» Нижне-Волжского речного пароходства рулевым, затем был третьим штурманом. В 1944—1949 годах служил на Балтийском и Северном флотах. Демобилизовавшись, прошёл путь от четвёртого штурмана до капитана пассажирского судна «Володарский» на скорой линии Горький-Астрахань. Позднее стал капитаном пассажирского теплохода «Добрыня Никитич», на котором в 1961 году совершал поездку на пуск Волжской ГЭС Никита Хрущёв, а в 1963 году — Фидель Кастро.
С 1964 года Кириллов был капитан пассажирского дизель-электрохода «Ленин» пассажировместимостью 439 человек. Под его руководством была продлена навигация, что позволило сделать электроход экономически рентабельным. Судно прошло около 1,1 миллиона километров, перевезя 200 тысяч пассажиров, сэкономило 1525 тонн горючего. Экипаж «Ленина» разработал и внедрил 245 рационализаторских предложений.
Указом Президиума Верховного Совета СССР от 13 мая 1977 года за «выдающиеся успехи, достигнутые в выполнении плановых заданий на 1976 год и принятых социалистических обязательств» Владимир Кириллов был удостоен высокого звания Героя Социалистического Труда с вручением ордена Ленина и медали «Серп и Молот».
В 1984 году «Ленин» погиб при пожаре на судоремонтном заводе имени 40-й годовщины Октября, после чего Кириллов был капитаном туристического судна «Семён Будённый», вмещавшего 400 пассажиров. С 1992 года работал в Калининграде.
Скончался 20 августа 1999 года, похоронен в посёлке Октябрьский Борского района Нижегородской области.
Почётный работник речного транспорта. Был также награждён орденом Отечественной войны 2-й степени и рядом медалей.